# Mario Satz
Mario Satz (* 13. Mai 1944 in Coronel Pringles, Argentinien) ist ein argentinischer Schriftsteller.

## Leben
Mario Norberto Satz Tetelbaum wurde in der Kleinstadt Coronel Pringles als Nachfahre von jüdischen Einwanderern geboren. Nach seiner Gymnasialzeit verließ er 1966 Argentinien und unternahm ausgedehnte Reisen durch Südamerika. 1968 bereiste er die USA und Europa. Von 1970 bis 1973 lebte er in Jerusalem. 1977 erhielt er ein Stipendium der italienischen Regierung, um in Florenz das Werk von Pico della Mirandola zu erforschen. Seit 1978 lebt er in Barcelona; heute ist er spanischer Staatsbürger.

## Werk

### Lyrik
- Los cuatro elementos. Buenos Aires: Montanari, 1964
- Hoja de ruta. Quito: Ediciones Insurrexit, 1966
- Las frutas. Buenos Aires: Rodolfo Alonso, 1970
- Quintaesencia. Mallorca: Papeles de Son Armadans, 1974
- Los peces, los pájaros, las flores. Buenos Aires: Editorial Sudamericana, 1975
- Canon de polen. Buenos Aires: Sudamericana, 1976
- Sámaras. Barcelona: Editorial Argonauta, 1981
- Las redes cristalinas. Barcelona: Ediciones Obelisco, 1985

### Romane
- Sol. Barcelona: Editorial Noguer, 1976 (2. Auflage 1986)
- Luna. Barcelona: Editorial Noguer, 1977 (2. Auflage 1986)
- Tierra. Barcelona: Editorial Noguer, 1978 (2. Auflage 1986)
- Marte. Barcelona: Seix Barral, 1980
- Mercurio. Madrid: Heptada, 1991
- La música de las esferas. Madrid: Dairea, 2014
- El espectro solar. Barcelona: Stonberg Editorial, 2015

### Erzählungen und Fabeln
- Tres cuentos españoles. Barcelona: Ed. Sirmo, 1988
- La cola del pavo real: fábulas. Barcelona: Ed. Kairós, 2000
- La palmera transparente: parábolas, historias y enseñanzas de la Kábala. Madrid: Edaf, 2000
- Alrededor de una nuez: apólogos e historias de la Kábala. Madrid: Miraguano, 2010

Mario Satz hat darüber hinaus eine Reihe von Sachbüchern und Essays sowie Kinder- und Jugendliteratur geschrieben.

## Übersetzungen
- „Muezzine, Rabbiner und Mönche“, in: Mit den Augen in der Hand: argentinische Jüdinnen und Juden erzählen. Herausgegeben und übersetzt von Erna Pfeiffer. Wien: Mandelbaum Verlag, 2014, Seite 232–237